# Laura (Ohio)

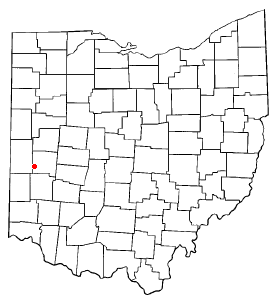
Laura na planie stanu Ohio

Laura – wieś w USA, w hrabstwie Miami, w stanie Ohio.
Według danych z 2000 roku wieś miała 487 mieszkańców.